# Bar Harbor (miasto)
Bar Harbor – miasto w Stanach Zjednoczonych, w stanie Maine, w hrabstwie Hancock.